# 水
水 (eau) est la version actuelle d'un sinogramme et un pictogramme (et non un idéogramme) composé de quatre traits représentant l'eau qui s'écoule. Il est utilisé en tant que  caractère han (hanzi en chinois, hanja en coréen, han tu en vietnamien, ou kanji japonais). Il est une des 214 clés des sinogrammes qui ont été recensés dans le dictionnaire de caractères de Kangxi (1716), sa variante en clé de côté, toujours à gauche étant 氵, comme dans 汤，酒，法，治，汁, etc.
C'est un des cinq éléments de la cosmologie chinoise du wuxing. À ce titre, il est toujours utilisé pour les signes astrologiques dans les pays de ces quatre langues écrivant ou ayant écrit en caractère chinois jusqu'au XXe siècle, bien que le Japon ait décalé les fêtes du calendrier agricole (农历 / 農曆, nónglì) des dates lunaires au dates solaires du calendrier grégorien au XIXe siècle. Il n'est par contre plus utilisé pour les jours de la semaine qu'en Corée et au Japon, ayant été remplacé par des chiffres en Chine et au Vietnam. Il est également associé au féminin et à yin, en opposition à 山, associé au masculin et au yang, dans la dualité yin et yang (阴阳 / 陰陽)

Version en écriture ossécaille (-1500 à -500) du pictogramme

En chinois, il est translittéré, pour sa prononciation en mandarin standard, en pinyin par shuǐ, ou encore en cantonais, par le jyutping : seoi².  Il était utilisé autrefois pour les jours de la semaine, et il est toujours utilisé pour les signes astrologiques chinois. Il a été amené en Corée et au Japon, avec l'écriture vers le Ve siècle.
En coréen, il est depuis le XXe siècle, officiellement remplacé par le hangeul 수 (su) dans sa prononciation phonétique (à la chinoise) et 물 (mul) ou 고를 (gomul) dans sa prononciation sémantique, (à la coréenne)
En langue japonaise standard, il fait partie des kyōiku kanji de 1re année. Il conserve le wuxing chinois, pour la désignation des jours de la semaine et pour les signes du zodiaque.
En japonais, il se lit sui en lecture on'yomi, prononciation phonétique (à la chinoise) et mizu en lecture kun'yomi, prononciation sémantique (à la japonaise).
En vietnamien, il est, depuis les années 1920, officiellement remplacé par son écriture en caractère latin, avec thuỷ pour sa prononciation phonétique (à la chinoise), et nước pour sa prononciation sémantique (à la vietnamienne).

## Exemples

### chinois
- 水龙头, shuǐlóngtóu : robinet ;
- 开水 / 開水, kāishuǐ : bouillir de l'eau ; eau bouillie ;
- 水饺 / 水餃, shuǐjiǎo : jiaozi bouillis ;
- 山水, shānshuǐ : paysage de montagne et d'eau ; peinture de paysage ;
- 海水, hǎishuǐ, cantonais Jyutping : hoi² seoi² : eau de mer
- 清水, qīngshuǐ, cantonais Jyutping : cing¹ seoi² : eau de source
- 香水, xiāngshuǐ, cantonais Jyutping : hoeng¹ seoi² : parfum, senteur
- 水滴, shuìdī, cantonais Jyutping : seoi² dik⁶ : goutte d'eau
- 露水, lùshui, cantonais Jyutping : lou⁶ seoi² : rosée
- 水井, shuǐjǐng, cantonais Jyutping : seoi² zeng² : puits
- 水墨画 / 水墨畫, shuǐmòhuà, cantonais Jyutping : seoi² mak⁶ waa⁶⁻² : lavis à l'encre de Chine
- 盐水 / 鹽水, yánshuǐ, cantonais Jyutping : jim⁴ seoi² : eau salée

### japonais
- la prononciation kun mizu est utilisée dans le nom du temple Kiyomizu (清水寺), proche de Kyoto ;
- 水 (mizu，み↗ず ) : eau ;
- 海水 (kaisui, かい↘す↗い) : eau de mer ;
- 香水 (kōsui, こう↘す↗い) : parfum ;
- 水玉 (mi↗zutama, み↗ずたま) : goutte d'eau ;
- 塩水 (shiomizu, し↗お↘み↗ず ou ensui　えん↘す↗い) : eau salée (forme kyūjitai : 鹽水) ;
- 水曜日 (suiyōbi, す↗いよう↘び) : mercredi ;
- 水夫 (suifu, す↗い↘ふ) : marin ;
- 水墨画 (suibokuga, す↗いぼく↘が) : lavis à l'encre de Chine. (forme kyūjitai : 水墨畫)